# Лукачевич, Йосип
Йо́сип Лука́чевич (босн. Josip Lukačević; 3 ноября 1983, Брчко, СФРЮ) — боснийский футболист, полузащитник клуба «Санкт-Коломан».

## Карьера

### Клубная
Карьеру игрока начал в «Орашье». Сезон 2005/06 провёл в клубе «Широки Бриег», где стал чемпионом страны. Летом 2008 года, по приглашению Зорана Вулича, перешёл в клуб российской Премьер-лиги «Луч-Энергия». В конце 2008 года на правах свободного агента уехал играть в Хорватию.

### В сборной
За сборную Боснии и Герцеговины провёл 2 матча.

## Достижения
- Чемпион Боснии и Герцеговины: 2005/06
- Бронзовый призёр чемпионата Хорватии: 2009/10
- Финалист Кубка Боснии и Герцеговины: 2005/06